# Социал-демократическая партия Боснии и Герцеговины
Социал-демократическая партия Боснии и Герцеговины (босн. Socijaldemokratska partija Bosne i Hercegovine) — социал-демократическая партия, действующая в Боснии и Герцеговине. Лидер партии — Нермин Никшич.

## История
Современная партия была образована в 1990 году путём переименования Союза коммунистов Боснии и Герцеговины. Сама же партия возводит своё появление к 1909 году, когда была основана Социал-демократическая партия Боснии и Герцеговины. Своей целью партия называет построение демократического социализма. Партия также позиционирует себя как полиэтническая, хотя пользуется популярностью преимущественно в Федерации Боснии и Герцеговины; в Республике Сербской базируется Союз независимых социал-демократов. 

## Участие в выборах
На последних парламентских выборах 3 октября 2010 года партия получила 284 358 голосов и 8 депутатских мандатов в Палате представителей Парламентской Скупщины — 265 952 (26,07 %) и 8 мандатов в Федерации Боснии и Герцеговины и 18 406 (2,96 %) и 0 мандатов в Республике Сербской. На прошедших одновременно президентских выборах кандидат от партии Желько Комшич стал одним из трёх президентов — членов Президиума Боснии и Герцеговины. Комшич избирался от хорватской общины и получил 336 961 (60,6 %) голосов. Партия также собрала 19 297 (3,05 %) голосов и 3 депутатских мандата (из 83) на выборах в Народную Скупщину Республики Сербской и 251 053 (24,53 %) голосов и 28 депутатских мандатов (из 98) — в Парламент Федерации Боснии и Герцеговины.

## Международное сотрудничество
Партия является членом Социалистического интернационала и ассоциированным членом Партии европейских социалистов.